# ツェルメロ＝フレンケル集合論
集合論において、ツェルメロ＝フレンケル集合論（英: Zermelo-Fraenkel set theory）とは、ラッセルのパラドックスなどのパラドックスのない集合論を定式化するために20世紀初頭に提案された公理系である。名前は数学者のツェルメロとフレンケルにちなむ。歴史的に議論を呼んだ選択公理 (AC) を含むツェルメロ＝フレンケル集合論は公理的集合論の標準形式であり、今日では最も一般的な数学の基礎となっている。選択公理を含むツェルメロ＝フレンケル集合論はZFCと略される。Cは選択 (Choice) 公理を 、 ZFは選択公理を除いたツェルメロ (Zermelo)＝フレンケル (Fraenkel) 集合論の公理を表す。

## 概要
ツェルメロ＝フレンケル集合論は、単一の原始概念の形式化、すなわち整礎な純粋集合の概念の形式化を目的としているため、議論領域内のすべての対象 (entity) はそのような集合となる。したがって、ツェルメロ＝フレンケル集合論における公理は純粋集合のみに言及し、そのモデルに原始元（アトム）が含まれないようにしている。さらに、真のクラスは間接的にしか扱えない。具体的には、ツェルメロ＝フレンケル集合論では、全体集合（すべての集合を含む集合）の存在も無制限の内包も許容しないため、ラッセルのパラドックスを回避できる。フォン・ノイマン＝ベルナイス＝ゲーデル集合論(NBG) は、ツェルメロ＝フレンケル集合論の保存拡大としてよく用いられており、真のクラスを明示的に扱うことができる。
ツェルメロ＝フレンケル集合論の公理には多くの同値な定式化が存在する。ほとんどの公理は、他の集合から定義された特定の集合の存在を主張する。たとえば対の公理は、任意の2つの集合 {\displaystyle a} と {\displaystyle b} が与えられたとき、 {\displaystyle a} と {\displaystyle b} のみからなる新しい集合 {\displaystyle \{a,b\}} の存在を主張する。ほかには集合の元の属性を説明する公理もある。公理の目標は、フォン・ノイマン宇宙（累積階層とも呼ばれる）におけるすべての集合の集まりに関する命題とみなしたときに、各公理が真であることである。厳密には、ZFCは一階述語論理における1ソート理論である。シグネチャとして、等号と、単一の原始的な二項関係である元の帰属関係∈のみがある（通常{\displaystyle \in }で表される）。式 {\displaystyle a\in b} は集合 {\displaystyle a} が集合 {\displaystyle b} の元である（「 {\displaystyle a} が {\displaystyle b} に含まれる」と表現することもある）ことを意味する。
ツェルメロ＝フレンケル集合論の超数学は広く研究されてきた。この分野で確立された画期的な結果は、選択公理とZF公理の論理的独立性およびZFCと連続体仮説の独立性が示されたことである。ゲーデルの第二不完全性定理が示すように、ZFCなどの理論の無矛盾性はその理論自体の中で証明することはできない。

## 歴史
集合論の現代的な研究は、1870年代にカントールとデーデキントによって始められた。しかし、ラッセルのパラドックスなどの素朴集合論におけるパラドックスが発見され、これらのパラドックスのない、より厳密な形式の集合論の探求につながった。
1908年、ツェルメロは最初の公理的集合論であるツェルメロ集合論を提案した。しかし、1921年にフレンケルがツェルメロに宛てた手紙で最初に指摘したように、当時ほとんどの集合論の数学者が当然と考えていた基数 {\displaystyle \aleph _{\omega }} と集合 {\displaystyle \{Z_{0},{\mathcal {P}}(Z_{0}),{\mathcal {P}}({\mathcal {P}}(Z_{0})),{\mathcal {P}}({\mathcal {P}}({\mathcal {P}}(Z_{0}))),...\}} の存在を、この理論では証明できなかった。ここで、 {\displaystyle Z_{0}} は任意の無限集合であり、 {\displaystyle {\mathcal {P}}} は冪集合を得る操作を表す。さらに、ツェルメロの公理の1つは、「明確な (definite)」属性の概念を提起したが、その操作上の意味は明らかでなかった。 1922年、フレンケルとスコーレムは、原子論理式を帰属関係と同一性の表現に限定した一階述語論理における論理式として定式化できるものとして、「明確な」属性を操作することをそれぞれ独立に提案した。彼らはまた、分出公理を置換公理に置き換えることを独立に提案した。これらの公理と（フォン・ノイマンによって最初に提案された）正則性公理をツェルメロ集合論に追加すると、 ZFで表される公理系が得られる。選択公理（AC）またはそれと等価な命題をZFに追加すると、ZFCが導かれる。

## 公理
ZFCの公理には多くの同値な定式化が存在する。以下に示す公理は、 Kunen (1980) に従った。公理自体は一階述語論理の記号で表される。論理式に付随する説明は理解を助けるためのものである。
ZFCのどの定式化でも、少なくとも1つの集合が存在することが示される。 Kunenは以下に示す公理のほかに集合の存在を直接主張する公理を含めたが、存在を強調するためのものであり、公理系としては必須ではない。
以下の公理のうち、公理3および公理6は公理（閉論理式）ではなく、ある論理式に対して1つの公理が対応する公理図式であることに注意しなければならない。この公理図式は実際には無限個の公理を含むものである。

### 1. 外延性の公理
同じ元を持つ場合、2つの集合は等しい（同じ集合である）。
{\displaystyle \forall x\forall y[\forall z(z\in x\Leftrightarrow z\in y)\Rightarrow x=y].}
この公理の逆は、等式の置換特性に由来する。等号" {\displaystyle =} "を含まない論理体系の場合、 {\displaystyle x=y} は次の式の略語として定義できる。
{\displaystyle \forall z[z\in x\Leftrightarrow z\in y]\land \forall w[x\in w\Leftrightarrow y\in w].}
この場合、外延性の公理は次のように定式化できる。
{\displaystyle \forall x\forall y[\forall z(z\in x\Leftrightarrow z\in y)\Rightarrow \forall w(x\in w\Leftrightarrow y\in w)],}
この式は、{\displaystyle x} と {\displaystyle y} が同じ元を持つ場合、それらは同じ集合に属することを意味する。

### 2. 正則性公理（基礎の公理）
空でないどの集合 {\displaystyle x} も、{\displaystyle x} と {\displaystyle y} が素集合となる元 {\displaystyle y} を含む。
{\displaystyle \forall x[\exists a(a\in x)\Rightarrow \exists y(y\in x\land \lnot \exists z(z\in y\land z\in x))].}
現代的な表記方法では以下の通り： {\displaystyle \forall x\,(x\neq \varnothing \Rightarrow \exists y(y\in x\land y\cap x=\varnothing )).}
これは（対の公理とともに）、たとえば、どの集合もそれ自体の元ではなく、どの集合も序数のランクを有することを意味する。

### 3. 分出公理図式（内包公理図式）
部分集合は通常、集合の内包的記法を用いて表される。たとえば偶数は、整数{\displaystyle \mathbb {Z} }の合同式 {\displaystyle x\equiv 0{\pmod {2}}} を満たす部分集合として表すことができる。
{\displaystyle \{x\in \mathbb {Z} :x\equiv 0{\pmod {2}}\}.}
一般に、集合 {\displaystyle z} の部分集合で1つの自由変項 {\displaystyle x} の式 {\displaystyle \phi (x)} に従うものは、以下のように表現できる：
{\displaystyle \{x\in z:\phi (x)\}.}
分出公理は、この部分集合が常に存在することを示す（それぞれの {\displaystyle \phi } に1つずつ公理が対応するため、これは公理図式である）。厳密には、ZFCの言語では、{\displaystyle \phi } はすべての自由変項 {\displaystyle x,z,w_{1},\ldots ,w_{n}} を含む任意の式とする（ {\displaystyle y} は {\displaystyle \phi } の自由変項でない ）。このとき：
{\displaystyle \forall z\forall w_{1}\forall w_{2}\ldots \forall w_{n}\exists y\forall x[x\in y\Leftrightarrow ((x\in z)\land \phi )].}
分出公理は部分集合のみを構築でき、次のように一般的な集合を構築することはできないことに注意せよ：
{\displaystyle \{x:\phi (x)\}.}
この制限は、ラッセルのパラドックス（ {\displaystyle y=\{x:x\notin x\}}とすると{\displaystyle y\in y\Leftrightarrow y\notin y} となる ）や、ラッセルのパラドックスの変種（無制限の内包公理を含む素朴集合論に関連するもの）を防ぐするために必要である。
ZFの公理の中で、この公理は置換公理と空集合の公理に従うという点で冗長である。
一方、分出公理は少なくとも1つの集合が存在することを主張するため（前述）、空集合 {\displaystyle \varnothing } の存在を証明するために使用できる。証明方法の1つは、どの集合も持たない属性 {\displaystyle \phi } を使うことである。たとえば、 {\displaystyle w} が既存の集合である場合、空集合は次のように構成できる。
{\displaystyle \varnothing =\{u\in w\mid (u\in u)\land \lnot (u\in u)\}.}
したがって、空集合の公理は、ここで示す9つの公理によって示すことができる。外延性の公理は、空集合が一意であることを意味する（{\displaystyle w} によらない）。記号「{\displaystyle \varnothing }」はしばしばZFCの言語に追加される。

### 4. 対の公理
{\displaystyle x} と {\displaystyle y} が集合である場合、{\displaystyle x} と {\displaystyle y} を元として含む集合が存在する。
{\displaystyle \forall x\forall y\exists z((x\in z)\land (y\in z)).}
正確に {\displaystyle x} と {\displaystyle y} のみを元を持つ集合の存在を示すには、分出公理を使用する必要がある。対の公理はZの一部であるが、少なくとも2つの元を持つ集合が与えられた場合は置換公理に従うため、ZFでは冗長である。少なくとも2つの元を持つ集合の存在は、無限公理、または分出公理とべき集合公理の組み合わせのいずれかによって示せる。

### 5. 和集合の公理
集合の元に対する和集合が存在する。たとえば、集合{\displaystyle \{\{1,2\},\{2,3\}\}}の元に対する和集合は{\displaystyle \{1,2,3\}}である。
和集合の公理は、任意の集合の集合 {\displaystyle {\mathcal {F}}} について、 {\displaystyle {\mathcal {F}}} の元の元であるすべての元を含む集合 {\displaystyle A} が存在することを主張する：
{\displaystyle \forall {\mathcal {F}}\,\exists A\,\forall Y\,\forall x[(x\in Y\land Y\in {\mathcal {F}})\Rightarrow x\in A].}
この式は、{\displaystyle \cup {\mathcal {F}}} の存在を直接主張するものではないが 、上記の分出公理を用いて集合 {\displaystyle \cup {\mathcal {F}}} を {\displaystyle A} から構築することができる：
{\displaystyle \cup {\mathcal {F}}=\{x\in A:\exists Y(x\in Y\land Y\in {\mathcal {F}})\}.}

### 6. 置換公理図式
置換公理は、定義可能な関数において集合の像も集合内にあると主張する。
厳密には、ZFCの言語で {\displaystyle \phi } を 自由変項 {\displaystyle x,y,A,w_{1},\dotsc ,w_{n}} が含まれる任意の論理式とすると、次のように表される（ {\displaystyle B} は自由変項ではない） ：
{\displaystyle \forall A\forall w_{1}\forall w_{2}\ldots \forall w_{n}{\bigl [}\forall x(x\in A\Rightarrow \exists !y\,\phi )\Rightarrow \exists B\ \forall x{\bigl (}x\in A\Rightarrow \exists y(y\in B\land \phi ){\bigr )}{\bigr ]}.}
{\displaystyle \exists !} の意味は、一意存在量化子を参照せよ。
言い換えれば、論理式 {\displaystyle \phi } が定義可能な関数 {\displaystyle f} を表し、{\displaystyle A} が {\displaystyle f} の定義域を表し、 {\displaystyle f(x)} が任意の {\displaystyle x\in A} に対して集合であるとすると、 {\displaystyle f} の値域はある集合 {\displaystyle B} の部分集合となる。{\displaystyle B} が十分に大きい場合、この公理はコレクションの公理と呼ばれることもある。

### 7. 無限公理
{\displaystyle w} を何らかの集合として、 {\displaystyle S(w)} を {\displaystyle w\cup \{w\}} の省略形とする（対の公理で {\displaystyle x=y=w} とすると、集合 z は {\displaystyle \{w\}} となり、 {\displaystyle \{w\}} は有効な集合であるとみなせる）。すると、公理的に定義された空集合 {\displaystyle \varnothing } を含む集合 X が存在し、集合 y が X の元となるならば {\displaystyle S(y)} も X の元となる。
{\displaystyle \exists X\left[\exists e(\forall z\,\neg (z\in e))\land e\in X\land \forall y(y\in X\Rightarrow S(y)\in X)\right].}
平たく言えば、無限に多くの元を持つ集合 X が存在する。 （ただし、同じ元が複数あると、元の列が集合内の有限な長さでループするため、元がすべて異なることを確認する必要がある。正則性公理によってすべての元が異なることが保証される。 ）無限公理を満たす最小の集合 X は、自然数の集合 {\displaystyle \mathbb {N} } とみなすこともできるフォン・ノイマン順序数 ω である。

### 8. べき集合公理
定義上、集合 {\displaystyle z} のすべての元が集合 {\displaystyle x} の元であるとき、またそのときに限って、 {\displaystyle z} は {\displaystyle x} の部分集合である。
{\displaystyle (z\subseteq x)\Leftrightarrow (\forall q(q\in z\Rightarrow q\in x))}
べき集合公理は、任意の集合 {\displaystyle x} について、 {\displaystyle x} のすべての部分集合を含む集合 {\displaystyle y} が存在することを主張する：
{\displaystyle \forall x\exists y\forall z[z\subseteq x\Rightarrow z\in y]}
次に分出公理を使用して、 {\displaystyle y} の部分集合であって {\displaystyle x} のすべての部分集合のみを含む集合としてべき集合 {\displaystyle {\mathcal {P}}(x)} を定義する：
{\displaystyle P(x)=\{z\in y:z\subseteq x\}.}
公理1〜8でZFを定義できる。これらの公理の異なる形もしばしば見かけるが、いくつかはJech (2003)に列挙されている。一部のZF公理系には、空集合の存在を主張する公理が含まれている。対、和集合、置換、およびべき集合の公理は、存在を主張する集合 {\displaystyle x} の元（対の集合、和集合、置換集合、べき集合）を集合 {\displaystyle x} が含むという形で表現される。

### 9. 選択公理 (または同値な命題)
任意の集合 {\displaystyle X} に対して、 {\displaystyle X} を整列する二項関係 {\displaystyle R}  が存在する。これは {\displaystyle R} が、空でない {\displaystyle X} のどの部分集合も {\displaystyle R} のもとで最小元を持つような、 {\displaystyle X} の全順序であることを意味する。
{\displaystyle \forall X\exists R(R\;{\mbox{well-orders}}\;X).}
ZFの公理 (すなわち、前述の8つの公理および公理図式) の下で、選択公理は同値な主張をいくつか持つ。Kunenは選択公理に相当するものとして上記の主張を公理に設定したが、これは通常整列可能定理と呼ばれるものである。
Kunenの数学基礎論を扱う別の著書では、Zermelo (1908)で用いられた形でもある次の主張が公理になっている：空でなく、互いに交わらない集合族{\textstyle \{X_{\lambda }\}_{\lambda \in \Lambda }\ (\forall \lambda \ X_{\lambda }\neq \emptyset \land \forall \lambda ,\mu (\lambda \neq \mu \Rightarrow X_{\lambda }\cap X_{\mu }\neq \emptyset ))}は選択集合（{\displaystyle C}という集合で、{\displaystyle C\cap X_{\lambda }}が1元集合）をもつ。この形の選択公理は、一般的なものと同値だが使い勝手が悪い（選択関数を考える時とは違って集合族が互いに交わっていないことが必要となる）。ただ、公理を書くために必要な定義が少なくてすむという利点がある。
選択公理の主張は通常次のようなものである：空でない集合による集合族 {\textstyle \{X_{\lambda }\}_{\lambda \in \Lambda }\ (\forall \lambda \ X_{\lambda }\neq \emptyset )} に対して、各 {\textstyle X_{\lambda }} から要素を1つずつ選択して新しい集合を作ることができる。すなわち、写像 {\textstyle f:\Lambda \to \bigcup _{\lambda \in \Lambda }X_{\lambda }} で {\textstyle \forall \lambda \ f(\lambda )\in X_{\lambda }} となるようなものが存在する。
選択公理は選択集合の存在を主張するが、選択集合がどのように「構築」されるかについては言及しないため、非構成的であるとされる。ACが存在を主張する特定の集合の定義可能性（または不可能性）を明らかにしようと、数多くの研究がなされた。

## パラドックスの回避
ツェルメロが ZF の元となる公理系を1908年に発表した最大の動機は、実数が整列可能だとする彼の証明を弁護することであった。しかし、同時に彼はその当時すでに知られていたパラドックスを回避しなければいけないこともわかっていた。代表的なものとしては、
ラッセルのパラドックス、リシャールのパラドックス、ブラリ＝フォルティのパラドックスがある。
これらのパラドックスは、集合を構成する方法に制限を付けている ZFC の中では展開できない。
例えば、ラッセルのパラドックスで用いられるラッセルのクラス（集まり）
{\displaystyle R=\{x\mid x\notin x\}}
は ZFC の中では構成できないし、
リシャールのパラドックスで用いられる構成は論理式で記述できない。
ラッセルのクラスRが集合でないことから集合全体のなすクラス（「集合」ではなく、ただの集まり）
{\displaystyle V=\{x\mid x=x\}}
も集合でないことがわかる。なぜならもしVが集合なら分出公理からRも集合になってしまうためである。
ここまでの議論で使われた公理は外延性公理と分出公理のたった二つだけであることを最後に注意しておこう。

## 累積階層による動機づけ
ZFC公理の動機の1つは、フォン・ノイマンによって導入された集合の累積階層である。この観点では、集合論の宇宙は階層的に構築され、順序数ごとに1つの階層が存在する。階層0では集合が存在しない。次の各階層で、すべての元が前の階層で追加されている場合、集合が宇宙に追加される。したがって、空集合は階層1で追加され、空集合を含む集合は階層2で追加される。この方法で得られたすべての集合の集まりは、すべての階層をまとめて V と呼ぶ。 V 内の集合に対して、その集合が V に追加された最初の階層を割り当てることにより、階層構造に配置できる。
集合が純粋かつ整礎的であるとき、かつそのときに限り、集合がVに含まれることを証明できる。順序数のクラスが適切な反射律を有する場合、VがZFCのすべての公理を満たすことを証明できる。たとえば、集合 x が階層 α で追加されたと仮定する。これは、 x のすべての要素が α より前の階層で追加されたことを意味する。すると、 x の部分集合のどの元も階層 α の前に追加されるため、 x のどの部分集合も階層 α で追加される。これは、分離の公理が構築できる x の部分集合が階層 α で追加され、 x のべき集合が α の次の階層で追加されることを意味する。 VがZFCを満たすことの完全な考察については、 Shoenfield (1977)を参照せよ。
累積階層に階層化された集合の宇宙という様式は、ZFCや、フォン・ノイマン＝ベルナイス＝ゲーデル集合論（NBG）やモース-ケリー集合論などの関連する公理的集合論の特徴である。累積階層は、新基礎などの他の集合論とは互換性がない。
V の定義を変更して、各階層で、前の階層の和集合の部分集合をすべて追加するのではなく、ある意味で定義可能な場合にのみ部分集合を追加するようにもできる。この場合、より「狭い」階層構造をもつ構成可能宇宙 L が得られる。L は、選択公理を含むZFCのすべての公理も満たす。 V = L かどうかはZFC公理から独立している。 Lの構造は V より規則的で良い性質を持つが、 V = L を「構成可能性公理」としてZFCに追加すべきであると主張する数学者も少数ながら存在する。

## 超数学

### 仮想クラス
前述のように、真のクラスは、ZF（そしてZFC）では間接的にのみ扱うことができる。 ZFおよびZFC内での真のクラスの代替は、 Quine (1969)によって導入された仮想クラス表記構造である。ここで、構造全体 y ∈ { x | Fx} は単に Fy として定義される。これは、クラスの存在性に関与することなく（集合のみを使用するように構文を変換できるため）、集合を含みうるがそれ自体が集合である必要はないクラスの単純な表記法である。QuineのアプローチはBernays & Fraenkel (1958)の初期のアプローチに基づいて構築された。仮想クラスは、 Levy (2002) 、 Takeuti & Zaring (1982) 、そしてMetamathにおけるZFCの実装でも使用されている。

### 無矛盾性
ロビンソン算術を解釈できる再帰的に公理化可能なシステムは、矛盾がある場合にのみ、システム自体の無矛盾性を証明できるとゲーデルの第二不完全性定理は主張する。また、ロビンソン算術はZFCの一部である一般集合論で解釈できる。したがって、ZFCの無矛盾性をZFCの中で証明することはできず（実際に矛盾がある場合を除く）、それゆえに、通常の数学の意味でZFCを捉える限り、ZFCの無矛盾性を通常の数学では実証できない。 ZFCの無矛盾性は弱到達不能基数の存在に由来するが、この基数の存在は、ZFCが無矛盾であるならばZFCでは証明できない。それにもかかわらず、ZFCが予想外の矛盾を含む可能性は低いと考えられている。 ZFCに矛盾を含むとしたら、すでに明らかになっているはずだからである。確かに、ZFCは、素朴集合論の古典的なパラドックス、ラッセルのパラドックス、ブラリ＝フォルティのパラドックス、カントールのパラドックスの影響を受けない。
Abian & LaMacchia (1978)は、外延性、和集合、べき集合、置換および選択の各公理からなるZFCの派生理論を研究した。モデル理論を使い、彼らはこの理論が無矛盾であることと、外延性、置換およびべき集合の各公理は他の4つの公理と独立であることを証明した。この理論に無限公理を加えた場合は、和集合、選択および無限の各公理が他の5つの公理と独立になる。正則性公理を除いたZFCの各公理を満足する非整礎的モデルが存在するため、正則性公理は他のZFCの公理とは独立になる。
ZFCは、無矛盾であるならば、圏論で必要となる到達不能基数の存在を証明できない。 ZFにタルスキの公理を追加すると、この性質の巨大な集合が存在できる。タルスキの公理を仮定すると、無限、べき集合、および選択の各公理（上記7〜9）は定理となる。

### 独立性
重要な命題の多くはZFCとは独立である（ZFCから独立な命題の一覧を参照）。独立性は通常、強制法によって証明される。強制法によってZFCの可算推移モデル（巨大基数公理で拡張されることもある）を拡張し、問題の命題を満足することが示される。すると、命題の否定を満たすための別の方法が示される。強制法による独立性の証明では、算術的命題、他の具体的な命題、および巨大基数公理からの独立性が自動的に証明される。 ZFCに依存しない命題のいくつかは、構成可能集合などの特定の内部モデルに該当することが証明できる。ただし、構成的集合について真であるいくつかの命題は、仮定された巨大基数公理と整合しない。
強制法で、次の命題がZFCから独立であることを証明できる。
- 連続体仮説
- ダイヤモンド原理
- ススリンの仮説
- マーティンの公理（これはZFCの公理ではない）
- 構成可能性公理（V=L）（英語版） （これもZFCの公理ではない）

備考：
- V=L の無矛盾性は内部モデル（英語版）によって証明できるが、強制法ではできない。ZFのどのモデルも、切り出して ZFC + V=L のモデルとすることができる。
- ダイヤモンド原理は、連続体仮説とススリンの仮説の否定を含意する。
- マーティンの公理と連続体仮説の否定は、ススリンの仮説を含意する。
- 構成可能集合は、一般化連続体仮説、ダイヤモンド原理、マーティンの公理、およびクレパ仮説を満たす。
- クレパ仮説の否定は、到達不能基数の存在と無矛盾性同値（英語版）である。

強制法の変種を用いて、選択公理の無矛盾性と証明不可能性、すなわち、選択公理とZFの独立性を示すこともできる。選択公理の無矛盾性は、内部モデル L が選択公理を満たしていることを証明することで（比較的）簡単に検証できる（したがって、ZFのどのモデルにもZFCの部分モデルが含まれているため、Con(ZF)はCon(ZFC)を含意する）。強制法は選択公理を保持するため、選択公理を満たすモデルから選択公理と矛盾するモデルを直接生成することはできない。ただし、強制法を使用して、ZFは満たすがCは満たさない部分モデルを含むモデルを作成できる。
独立性を証明する他の方法は、強制法ではなく、ゲーデルの第二不完全性定理に基づくものである。このアプローチでは、独立性を証明したい命題を用いて、ZFCの集合モデルの存在を証明する。この場合、Con(ZFC)は真となる。 ZFCはゲーデルの第二定理の条件を満たすため、ZFCの無矛盾性をZFCでは証明できない（ZFCが実際に無矛盾である場合）。したがって、ZFCでそのような証明ができる命題はない。この方法で、巨大基数の存在をZFCで証明できないことは証明できるが、ZFCが所与のときに巨大基数の存在を仮定することが無矛盾であることは証明できない。

### 追加の提案
連続体仮説または他の超数学的な曖昧さを解決するために、追加の公理を扱う集合論研究者を統合するプロジェクトは、「ゲーデル・プログラム」として知られる。数学者は現在、どの公理が最も妥当または「自明」であり、どの公理がさまざまな領域で最も有用であり、有用性と妥当性とがどの程度トレードオフされるべきかについて議論している。一部の「多元宇宙」集合論研究者は、有用性は、公理について慣習的に用いられる唯一の究極的基準であるべきだと主張している。ある学派は、集合の「反復」概念を拡張して、強制的な公理を採用することにより、興味深く複雑であるが合理的に扱いやすい構造を持つ集合論的宇宙を生み出すことを目指している。別の学派は、おそらく「コア」内部モデルに焦点を当てて、整理された宇宙を提唱している。 

## 批判
一般的な集合論の批判については、集合論への批判を参照。
ZFCは、強すぎることと弱すぎること、および真のクラスや普遍集合などの対象を捉えられないことの両方で批判されてきた。
ペアノ算術や二階算術などの多くの数学的定理は、（逆数学のプログラムで調べられるように）ZFCよりもはるかに弱いシステムで証明できる。マックレーンとフェファーマンはどちらもこの点を指摘している。 「主流の数学」（公理集合論とは直接関係のない数学）のいくつかは、ペアノ算術と二階算術を超えているが、それでも、そのような数学はすべてZFCより弱いZC（ツェルメロ集合論と選択公理）で行うことができる。正則性公理や置換公理など、ZFCの強さの多くは、主に集合論自体の研究を容易にするために含まれている。
一方、公理的集合論の中では、ZFCは比較的弱い。 新基礎集合論とは異なり、ZFCは普遍集合の存在を認めていない。したがって、ZFCの下での集合の宇宙は、集合の代数の基本演算の下では閉じられない。フォン・ノイマン＝ベルナイス＝ゲーデル集合論（NBG）やモース＝ケリー集合論（MK）とは異なり、ZFCは真のクラスの存在を認めていない。 ZFCの比較的弱い点として他に、ZFCに含まれる選択公理が、NBGおよびMKに含まれる大域選択公理よりも弱いことが挙げられる。
数多く存在するZFCに依存しない数学的命題には、連続体仮説、ホワイトヘッド問題、および通常のムーア空間予想などが含まれる。これらの予想のいくつかは、マーティンの公理や巨大基数公理などの公理をZFCに追加することで証明でき、他のいくつかは ZF + AD で証明できる。ここで AD は決定性公理であり、選択公理と両立しない強い仮定である。巨大基数公理の魅力の1つは、ZF + ADから得られる多くの結果を、巨大基数公理を加えたZFCで得られることにある（射影的決定性を参照）。 MizarシステムとMetamathは、ZFCの拡張であるタルスキ＝グロタンディーク集合論を採用しているため、グロタンディーク宇宙（圏論と代数幾何学で扱う）を含む証明を形式化できる。